# 原道救世歌
《原道救世歌》 是拜上帝会早期重要文献之一。洪秀全撰。1852年（咸丰二年），编入《太平诏书》刊行。后改称《原道救世诏》。

## 主要内容
作者用诗歌体裁宣传天父上帝为独一真神，所有人等应只拜上帝，不拜邪神，指出“开辟真神惟上帝，无分贵贱拜宜虔。天父上帝人人共，天下一家自古传。盘古以下至三代，君民一体敬皇天。”“天下一气理无二，何得君王私自专。”“普天之下皆兄弟”，“上帝视之皆赤子”。并针对社会上颓风日甚，劝告人们要作正人，切戒“淫”、“忤父母”、“行杀害”、“为盗贼”、“为巫觋”、“赌博”以及“食洋烟”（吸鸦片）等六不正行为，要求建立新的社会风尚。